# Matija Gregurić
Matija Gregurić, född 17 september 1996, är en friidrottare från Kroatien. Han deltog vid olympiska sommarspelen 2024.